# Péreuil
Péreuil är en kommun i departementet Charente i regionen Nouvelle-Aquitaine i västra Frankrike. Kommunen ligger  i kantonen Blanzac-Porcheresse som ligger i arrondissementet Angoulême. År 2018 hade Péreuil 282 invånare.

## Befolkningsutveckling
Antalet invånare i kommunen Péreuil
Referens:INSEE